# Jere Hutcheson
Jere Hutcheson (* 16. September 1938 in Marietta/Georgia) ist ein US-amerikanischer Komponist und Musikpädagoge.
Hutcheson studierte an der Stetson University bei Frances Buxton, der Louisiana State University bei Helen Gunderson, der Michigan State University bei H. Owen Reed und am Berkshire Music Center in Tanglewood bei Gunther Schuller und Ernst Krenek. Seit 1965 unterrichtet er Komposition an
der Michigan State University.
Er erhielt Stipendien der Guggenheim Foundation, des Berkshire Music Center und der Vermont Composers Conference und Preise des National Endowment for the Arts, des Michigan Council for the Arts und des Martha Baird Rockefeller Fund for Music.  1976 zeichnete ihn die National Music Teachers Association als Distinguished Composer of the Year aus. Neben mehr als 100 Kompositionen verfasste Hutcheson u. a. das zweiteilige Lehrbuch Musical Form and Analysis: A Programmed Course (1972).

## Werke
- Sonata für Klavier, 1962
- Sonata for Violoncello and Piano, 1963
- Neutrons, 1964
- Eldorado für Chor, 1964
- hist whist für Chor, 1965
- Electrons für Klavier, 1965
- Sonata for Bassoon and Piano, 1965
- Symphony in Two Movements, 1966
- String Quartet, 1967
- Designs for Fourteen für elf Bläser und drei Perkussionisten, 1968
- SABRONORBAS für Chor, 1969
- About für vier Trompeten und vier Posaunen, 1971
- Wonder Music I für Violine und Klavier, 1971
- Sensations for Symphonic Band and Audience, 1971
- Passacaglia für Bläserensemble, 1972
- Night Gallery für vier Posaunen, 1972
- Three Things for Dr. Seuss für Harfe und Perkussion, 1972
- Lament for a Lost Child für Chor, 1972, 2000
- Transitions, 1973
- GOD für Chor, 1973
- Rondo Brillante für Klarinette, Violine und Klavier, 1973
- Three Pictures of Satan für Trompete und Orgel, 1973
- Shadows of Floating Life für Sopran und Kammerensemble, 1974
- Fantaisie-Impromptu für Klavier, 1974
- PASSING, PASSING, PASSING für Sopran und Kammerensemble, 1975
- Wonder Music III für Flöte und Klavier, 1975
- Wonder Music IV für Posaune und Klavier, 1976
- Mysterious Voices of the Afterworld für Chor, 1976
- Cosmic Suite für Klavier, 1976
- Nocturnes of the Inferno für Klarinette, Violine und Klavier, 1976
- Earth Gods Symphony für Bläserensemble, 1976
- Wonder Music V für Horn und Klavier, 1977
- Chromophonic Sketches für Klavier, 1978
- Will-O-The-Wisps für Violine solo, 1978
- Duo Sonata für Klarinette und Perkussion, 1978
- Chromophonic Images für Bläserensemble, 1978
- The Song Book für Tenor und Flöte, 1979
- Concerto for Piano & Wind Orchestra, 1981
- Ritual and Dance für Chor, 1983
- Interplay für Altsaxophon und Stabspiel, 1984
- Metaphors, 1985
- Five French Portraits (Georges Seurat, Henri Rousseau, Georges Braque, Henri Matisse, Fernand Léger), 1986
- Concerto for Violin & Small Orchestra, 1987
- Duo Concertante für Violine und Klavier, 1987
- Long Live the Composer, Kammeroper, 1990
- Bonjour, Marie für Chor, 1993
- Dance of Time Symphony, 1994
- Caricatures (Marcel Marceau, Edgar Allan Poe, Emma Thompson, Camille Saint-Saëns, Vincent van Gogh, Erik Satie, Dorothy Parker, Andy Warhol, Jackson Pollock), 1996
- Ship of Time für Carillon, 1996
- More Caricatures (John Cage, Romare Beardon, Carol Channing, Georgia O’Keeffe, Franz Kafka, Virginia Woolf, Woody Allen, Harry Houdini, Franz Liszt), 1999
- Mrs. Dalloway's Party für Mezzosopran und Klavier, 1999
- Glosses, Annotations, and an Exegesis für Violine oder Cello und Klavier, 1999
- Three Visions, 2000
- Three Notions für Saxophonquartett, 2000
- Spartan Spirit für Bläserensemble, 2001
- Concerto for Solo Percussion & Wind Symphony, 2001
- Quirky Etudes für Klavier, 2001
- Divertimento for Flute Solo, Winds, & Percussion, 2002
- Concerto for Saxophone & Wind Symphony, 2003
- Caricatures III (Salvador Dali, Sammy Davis junior, Gertrude Stein, Stephen King, Marcel Duchamp, Felix Mendelssohn Bartholdy, Kurt Vonnegut, Alexander Calder, Nikolai Rimski-Korsakow), 2000
- A Spartan's Dream für Bläserensemble, 2003
- Petals Over Time für Mezzosopran und Klavier, 2003
- Trois Pièces für Tuba und Klavier, 2003
- Gradus ad Parnassum – Caricatures IV (Henry Purcell, Johann Sebastian Bach, Domenico Scarlatti, Ludwig van Beethoven, Carl Czerny, Frédéric Chopin, Claude Debussy, Béla Bartók, Olivier Messiaen), 2003
- Desert Flower für Bläserensemble, 2004
- Taj Mahal, 2004
- Mist of Tears für Chor, 2004
- Twelve Introspections für Oboe solo, 2004
- Nuclear Conversion für Soloperkussion, 2005
- A Good Old-Fashioned Trio, Klaviertrio, 2005
- Place Your Bets für Bläserquintett, 2005
- Reflections – Caricatures V (Giovanni Gabrieli, Georg Friedrich Händel, Wolfgang Amadeus Mozart, Gioacchino Rossini, Louis Moreau Gottschalk, Maurice Ravel, Aaron Copland, Duke Ellington, György Ligeti), 2006
- Sunrise, Sunset für Bläserensemble, 2006
- Earth Song Concerto for Oboe & Wind Symphony, 2006
- Games, Concerto for Clarinet & Wind Symphony, 2006
- Concertino, 2006
- The Ride für Chor, 2006
- The Silver Sword – An Ancient Fairy Tale, 2007
- Variations and Excursions für Streichtrio, 2007
- Wild Nights für Fagott und gemischtes Sextett, 2007
- The Four Temperaments, 2008
- Symphonic Études for Wind Ensemble, 2009
- Reveries, 2010
- New England in the Summer, 2011